# Archilejeunea polymorpha
Archilejeunea polymorpha là một loài Rêu trong họ Lejeuneaceae. Loài này được (Sande Lac.) B. Thiers & Gradst. mô tả khoa học đầu tiên năm 1989.